# Kecamatan Cipayung
Kecamatan Cipayung är ett distrikt i Indonesien.   Det ligger i provinsen Jakarta, i den västra delen av landet, 14 km sydost om huvudstaden Jakarta.